# Крофорд (округ, Висконсин)
Округ Крофорд (англ. Crawford County) располагается в США, штате Висконсин. По состоянию на 2010 год, численность населения составляла 16 644 человек. Был основан в 1818 году, получил своё название в честь американского политического деятеля и министра финансов Уильяма Кроуфорда.

## География
По данным Бюро переписи США, общая площадь округа равняется 1551 км², из которых 1479 км² суша и 75 км² или 4,8 % это водоёмы.

## Население
По данным переписи населения 2010 года в округе проживает 16 644 жителей в составе 6 677 домашних хозяйств и 4 613 семей. Плотность населения составляет 12,00 человек на км2. На территории округа насчитывается 8 480 жилых строений, при плотности застройки около 6-ти строений на км2. Расовый состав населения: белые — 96,61 %, афроамериканцы — 1,78 %, коренные американцы (индейцы) — 0,23 %, азиаты — 0,38 %, гавайцы — 0,01 %, представители других рас — 0,17 %, представители двух или более рас — 0,68 %. Испаноязычные составляли 0,90 % населения независимо от расы.
В составе 31,60 % из общего числа домашних хозяйств проживают дети в возрасте до 18 лет, 56,70 % домашних хозяйств представляют собой супружеские пары проживающие вместе, 8,40 % домашних хозяйств представляют собой одиноких женщин без супруга, 30,90 % домашних хозяйств не имеют отношения к семьям, 26,70 % домашних хозяйств состоят из одного человека, 13,00 % домашних хозяйств состоят из престарелых (65 лет и старше), проживающих в одиночестве. Средний размер домашнего хозяйства составляет 2,48 человека, и средний размер семьи 3,00 человека.
Возрастной состав округа: 24,25 % моложе 18 лет, 8,10 % от 18 до 24, 26,20 % от 25 до 44, 31,16 % от 45 до 64 и 31,16 % от 65 и старше. Средний возраст жителя округа 39 лет. На каждые 100 женщин приходится 102,20 мужчин. На каждые 100 женщин старше 18 лет приходится 99,30 мужчин.